# تپه طفلان (۲)
تپه طفلان (۲) مربوط به سده‌های ۸–۴ ه.ق است و در شهرستان زهک، بخش جزینک، دهستان خمک، ۱۰۰ متری روستای شاه بیک ملا شاهی واقع شده و این اثر در تاریخ ۱۳ آبان ۱۳۸۶ با شمارهٔ ثبت ۱۹۷۵۸ به‌عنوان یکی از آثار ملی ایران به ثبت رسیده است.